# Miss Venezuela 1966
El Miss Venezuela 1966 fue la decimotercera (13º) edición del certamen Miss Venezuela, celebrada en el Teatro del Este en Caracas, Venezuela, el 14 de junio de 1966, después de varias semanas de eventos. La ganadora del concurso fue Magaly Castro Egui, Miss Guárico y fue transmitido en vivo por RCTV.

## Resultados
| Resultado                                             | Candidata                           |
| ----------------------------------------------------- | ----------------------------------- |
| Miss Venezuela 1966                                   | - Guárico - Magaly Castro Egui      |
| Primera Finalista (Miss Mundo Venezuela 1966)         | - Distrito Federal - Jeannette Kopp |
| Segunda Finalista (Miss Venezuela Internacional 1967) | - Mérida - Cecilia Picón            |
| Tercera Finalista                                     | - Departamento Vargas - Ella Ploch  |
| Cuarta Finalista                                      | - Lara - Maria Mercedes Zambrano    |

### Premios especiales
| Premio          | Concursante                        |
| --------------- | ---------------------------------- |
| Miss Fotogénica | - Lara - Maria Mercedes Zambrano   |
| Miss Amistad    | - Departamento Vargas - Ella Ploch |
| Miss Sonrisa    | - Miss Sucre - Nelly Pérez         |

## Concursantes
| - Miss Anzoátegui - Glenda Guerrero Marcano - Miss Bolívar - Beatriz Adrián Adrián - Miss Departamento Vargas - Ella Charlotte Ploch Vargas - Miss Distrito Federal - Jeannette Kopp Arenas - Miss Guárico - Magaly Castro Egui - Miss Lara - Maria Mercedes Zambrano Ramos - Miss Mérida - Cecilia Picón Febres | - Miss Monagas - Luisa Rodríguez Garantón - Miss Nueva Esparta - Vivian Beatriz Blanco Fombona - Miss Sucre - Nelly Pérez Astudillo - Miss Táchira - Mireya Bernal Niño - Miss Yaracuy - Rosalinda Velásquez Acosta - Miss Zulia - Yris Fuentes Adarmes |

Retiradas
- Miss Carabobo - Estrella Celeste González Díaz

- Miss Trujillo - Sol Maya Urdaneta